# Franco Colella
Franco (o Francesco) Colella (Bari, 8 febbraio 1900 – Bari, 31 maggio 1979) è stato un pittore italiano.
Pittore essenzialmente autodidatta, anche se in adolescenza frequentò la scuola del pittore Michele Galiani.
Appartiene alla schiera dei pittori pugliesi della prima metà del 1900, come Michele De Giosa, Francesco Vacca, Michele Marzulli (di cui frequentò la casa-studio) e Rosa Tosches (come lei partecipò nel decennio del 1930 alle Mostre sindacali fasciste delle Belle Arti in Puglia).
Il suo primo esordio verso il pubblico di Bari fu nel 1919 ad una collettiva pugliese e nel 1925, sempre a Bari, fu organizzata la sua prima personale, che fu accolta molto favorevolmente dal collezionismo meridionale. Nel 1946 si ebbe una sua prima mostra a Roma, dove espose annualmente fino agli ultimi anni di vita. Dal 12 al 26 febbraio è stata tenuta a Bari una sua Mostra retrospettiva.
La sua è una pittura realista sulla scia della pittura napoletana dell'Ottocento, ma interpretata in chiave più sciolta e moderna. La sua arte non ricerca effetti cromatici accesi e chiassosi, ma tonalità in sordina con accostamenti coloristici che danno tranquillità e delicatezza ai suoi dipinti.. 
Fu pittore di paesaggi, vicoli urbani, campagne pugliesi (trulli e scene di genere),interni e ritratti.
Diverse sue opere sono presenti presso La Pinacoteca Metropolitana di Bari.